# Half Nelson
Half Nelson (englisch für Halbnelson, ein Nackenhebel beim Ringen) ist ein US-amerikanischer Spielfilm aus dem Jahr 2006. Der Film startete am 27. März 2008 in den deutschen Kinos.

## Handlung
Dan ist ein junger Geschichtslehrer in einem von afroamerikanischen Jugendlichen geprägten Viertel von New York City. Deren Welt ist bestimmt von Kriminalität und Gewalt. Der junge Lehrer versucht auf unkonventionelle Art und Weise, den Schülern eine Idee von ihrer eigenen Geschichte zu vermitteln. Dies entspricht zwar nicht den Vorgaben der Schulleitung, aber bei den Jugendlichen kommt es gut an. Gleichzeitig ist er der Trainer der Basketballschulmannschaft. Die Schülerin Drey ist eine leidenschaftliche Basketballspielerin. Nach einem Spiel entdeckt Drey, dass ihr Lehrer Dan drogenabhängig ist. Das Geheimnis führt die 13-jährige Schülerin näher an ihren Lehrer. Drey entdeckt, dass ihr Lehrer genauso seinen Platz in der Gesellschaft noch nicht gefunden hat wie auch sie. Das Mädchen lebt auf sich allein gestellt. Ihre Mutter ist Rettungssanitäterin und fast nie für sie da. Ihr Bruder Mike sitzt wegen Drogendealerei im Gefängnis. Dessen Freund Frank ist ihre einzige Stütze, doch auch Frank verdient sein Geld mit Drogengeschäften. Als Dan den Drogendealer im Umfeld Dreys erkennt, versucht er das Mädchen vor diesem Kontakt zu schützen. Doch dieser Beschützerdrang wird zu einem Problem für die gerade erst beginnende Freundschaft zwischen Lehrer und Schülerin. Als Dan schließlich immer stärker im Drogensumpf versinkt, wird er aus dem Schuldienst entlassen.

## Soundtrack
| Nr. | Titel               | Interpret                |
| --- | ------------------- | ------------------------ |
| 1.  | Stars & Sons        | Broken Social Scene      |
| 2.  | Evacuation          | The Somnambulants        |
| 3.  | Wanted              | Rhymefest                |
| 4.  | Black Hearts        | Remy Balon               |
| 5.  | A New England       | Billy Bragg              |
| 6.  | The Corner          | Saigon                   |
| 7.  | Shampoo Suicide     | Broken Social Scene      |
| 8.  | Na Ni Na            | Conjunto Cespedes        |
| 9.  | Just Begun          | Baby Blak                |
| 10. | Sometimes           | Dujeous                  |
| 11. | It’s Alright to Cry | Rosey Grier              |
| 12. | Can’t You See       | The Marshall Tucker Band |
| 13. | Da Da Dada          | Broken Social Scene      |

## Rezeption

### Erfolg
Der Film kam in mehreren europäischen Ländern in die Kinos. Fast 170.000 Kinobesucher wurden in Europa gezählt, davon über 60.000 in Frankreich. In den USA wurden über 400.000 Besucher gezählt.

### Kritiken
Holger Römers schreibt für film-dienst, dass der Film an Abel Ferraras Bad Lieutenant erinnert. „Im Unterschied zu Ferrara verzichtet Fleck bis kurz vor Schluss auf jeden schrillen Ton. Deshalb kommen, während eine naturalistische Handkamera den langsamen Absturz des auch in seiner Misere charmanten Protagonisten beobachtet, die starken Leistungen der Darsteller ganz unaufdringlich zur Geltung.“
Christina Krisch schrieb in der Kronen Zeitung vom 22. Jänner 2009, dass dies ein atmosphärisch dichter, provokativer und ungeheuer kraftvoller Film sei, der Scheitern als Chance sehe und eine Hommage an die raue Schönheit von Brooklyn sei.

## Auszeichnungen
Der Film nahm 2006 am Sundance Film Festival und am Internationalen Filmfestival von Locarno teil. In Locarno gewann der Film den Sonderpreis der Jury und den Jugendjurypreis. Weitere erhaltene Preise sind der Preis der Jury vom Festival des amerikanischen Films 2006, das Beste Erstlingswerk 2006 des New York Film Critics Circle Award und der Beste Film 2006 des Gotham Award.
Die Hauptdarsteller Shareeka Epps und Ryan Gosling waren für mehrere Preise nominiert, Gosling unter anderem 2007 für einen Oscar in der Kategorie Bester Hauptdarsteller.